# CzechTrade
CzechTrade, Czeska Agencja Wspierania Handlu (Česká agentura na podporu obchodu) jest wyspecjalizowaną organizacją Ministerstwa Przemysłu i Handlu. Głównym zadaniem agencji jest wsparcie czeskich firm prowadzących działalność na rynkach zagranicznych.

## Rozwój firmy
Agencja została założona 1 maja 1997 Decyzją nr 97/1997 Ministra Przemysłu i Handlu. Misją Agencji jest dostarczanie informacji, doradztwa i wsparcia usług mających na celu poprawę handlu zagranicznego Republiki Czeskiej w działalności eksportowej podmiotów gospodarczych za granicą. W 44 krajach otwarto sieć 51 biur zagranicznych CzechTrade (2017). 

## Działania Agencji
Agencja działa jako agencja usług dla czeskich eksporterów. Jej kierunek jest skierowany przede wszystkim do małych i średnich przedsiębiorstw. CzechTrade oferuje firmom głównie informację i wiedzę na temat lokalnego środowiska biznesu. Dla klientów agencja przygotowuje praktyczne programy i szkolenia celem zdobycia niezbędnej wiedzy do wejścia na rynki zagraniczne.

## Projekty Agencji
- Targi i wystawy - zapewnienie udziału małych i średnich przedsiębiorstw na wybranych imprezach międzynarodowych
- Szanse dla firm - podnoszenie świadomości firm na temat zasad procedur przetargowych we Wspólnotach Europejskich
- Vesmír - projekt wzmocnienia międzynarodowej konkurencyjności firm czeskich w dziedzinie technologii kosmicznych
- Projekt Konkurencyjność - promocja małych i średnich przedsiębiorstw zajmujących się produkcją przemysłową

## Siedziba w Pradze
Mieściła się przy ul. Dittrichovej 21, od 2021 przy ul. Štěpánskej 567/15.

## Siedziba w Warszawie
Przedstawicielstwo CzechTrade, Wydział Promocji Handlu Ambasady, wcześniej funkcjonowało w pensjonacie Zgoda z 1960 (proj. Zygmunt Stępiński) przy ul. Szpitalnej 1 (90.-2004), następnie w budynku mieszkalnym z 1913 (proj. Franciszek Lilpop i Karol Jankowski) przy ul. Wspólnej 32 (-2011), obecnie w siedzibie ambasady Czech przy ul. Koszykowej 18 (2011-).